# Lorraine Lévy
Pour les articles homonymes, voir Lévy.
Lorraine Lévy est une dramaturge, scénariste et réalisatrice française, née le 29 janvier 1964 à Boulogne-Billancourt.

## Biographie

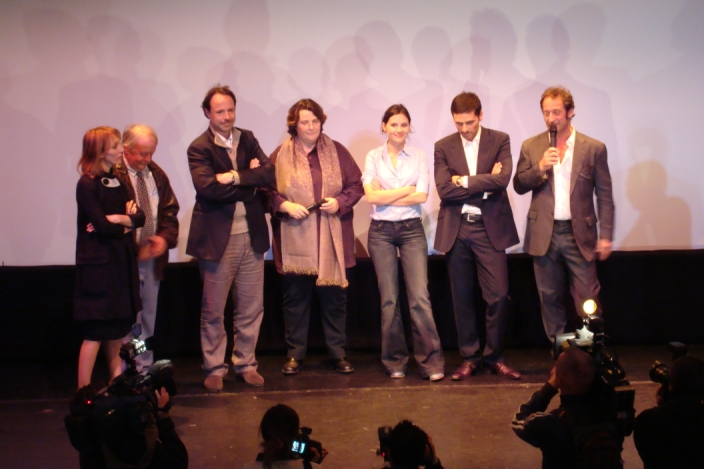
De gauche à droite : Mar Sodupe, Richard Syms, Marc Lévy, Lorraine Lévy, Virginie Ledoyen, Pascal Elbé, Vincent Lindon

Lorraine Lévy est née en 1964 à Boulogne-Billancourt.
Issue d'une famille juive, Lorraine Lévy est la fille de Raymond Lévy, connu comme écrivain et Résistant. Elle est la sœur de l'écrivain Marc Levy, dont elle a réalisé l'adaptation du roman Mes amis mes amours.
Elle a fondé en 1985 la Compagnie de l'Entracte.
En 2017, elle revisite Knock de Jules Romains, avec notamment Omar Sy,.

## Dramaturge
- 1987 : Finie la comédie
- 1991 : Le Partage
- 1991 : Zelda ou le masque (Prix Beaumarchais 1991)
- 1993 : Noces de cuir
- 1993 : La Vie extraordinaire de Léonie Coudray
- 2010 : Finie la comédie

## Filmographie

### Réalisatrice

#### Cinéma
- 2004 : La Première Fois que j'ai eu 20 ans
- 2008 : Mes amis, mes amours
- 2012 : Le Fils de l'autre
- 2017 : Knock

#### Télévision
- 2010 : Un divorce de chien
- 2015 : Les Yeux ouverts
- 2022 : Clemenceau, la force d'aimer

### Scénariste

#### Télévision
Elle a écrit plusieurs scénarios pour la série Joséphine, ange gardien, notamment les épisodes Tableau noir ou Pour l'amour d'un ange.
- 2007 : L'Affaire Sacha Guitry, de Fabrice Cazeneuve
- 2010 : Un divorce de chien
- 2015 : Les Yeux ouverts
- 2016 : Marion, 13 ans pour toujours

#### Cinéma
- 2004 : La Première Fois que j'ai eu 20 ans
- 2004 : Ma meilleure amie d'Élisabeth Rappeneau
- 2008 : Mes amis, mes amours
- 2012 : Le Fils de l'autre

## Distinctions
- Festival de la fiction TV de La Rochelle 2010 : meilleur scénario pour Un divorce de chien[5]
- Festival international du film de Tokyo 2012 : « Tokyo Sakura Grand prix » et « Prix du meilleur réalisateur » pour Le Fils de l'autre[6].
- Festival des créations télévisuelles de Luchon 2015 : Prix du meilleur scénario pour Les Yeux ouverts